# Bruna de Paula

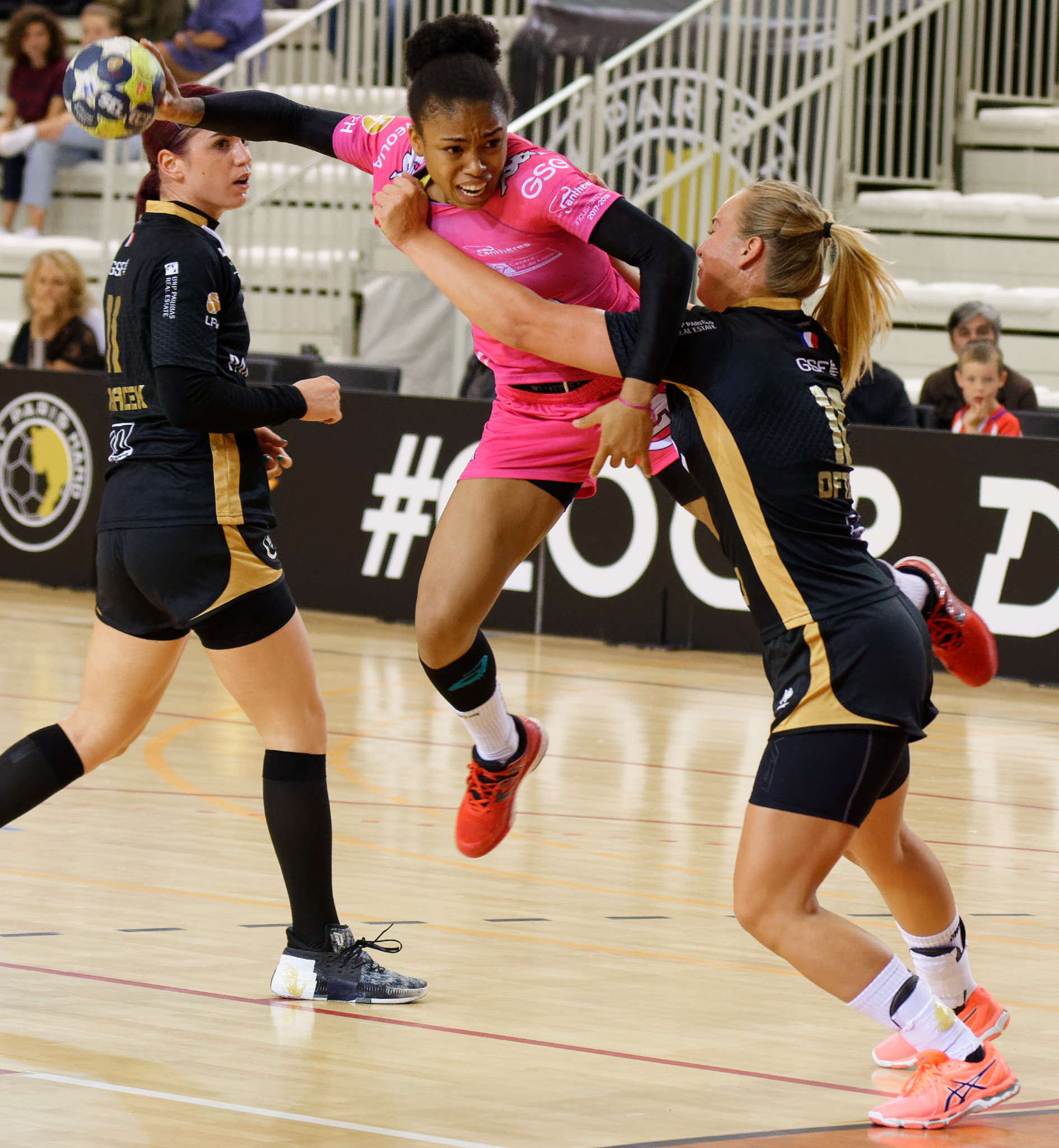
Bruna de Paula au tir le 3 septembre 2017.

 Bruna Aparecida Almeida De Paula, ou plus couramment Bruna de Paula, née le 26 septembre 1996 à Campestre, est une handballeuse internationale brésilienne. 

## Biographie
En 2015, elle est sélectionnée en équipe nationale du Brésil pour participer au championnat du monde au Danemark. Elle y connait sa première sélection, joue six matchs et inscrit un but. 
En 2016, elle rejoint le club français de Fleury Loiret, où elle remplace Alexandrina Barbosa.
À l'été 2016, elle se fait remarquer lors du championnat du monde junior, notamment pour ses qualités en un-contre-un en attaque. 
En 2020, elle est élue meilleure joueuse du Championnat de France pour la saison 2019-2020.
Elle rejoint alors le Nantes Atlantique où elle joue un rôle majeur dans la victoire en Ligue européenne.
Mais, un an après son arrivée à Nantes, elle active sa clause de sortie pour rejoindre le Metz Handball dont elle devient la capitaine lors de la saison 2022-2023. Elle obtient le titre de championne de France à la fin de cette saison. Elle est élue meilleure arrière gauche et meilleure joueuse du championnat.

## Palmarès

### En club
compétitions internationales
- vainqueur de la Ligue européenne (C3) en 2021 (avec le Nantes Atlantique HB)

compétitions nationales
- finaliste de la Coupe de France (1) 2021  (avec le Nantes Atlantique HB)

### En sélection
- 10e place au championnat du monde 2015 au Danemark
- Médaille d'or au championnat panaméricain 2017
- Médaille d'or au championnat d'Amérique du Sud et centrale 2018
- Médaille d'or aux Jeux panaméricains de 2019
- 11e place aux Jeux olympiques de 2020

### Distinctions individuelles
- Élue meilleure joueuse du Championnat de France pour la saison 2019-2020[6] et 2022-2023[9]
- Élue meilleure joueuse du Final Four de la Ligue européenne 2020-2021
- Meilleure buteuse de la Ligue européenne 2020-2021 avec 68 buts